# Baslieux-lès-Fismes
Baslieux-lès-Fismes is een gemeente in het Franse departement Marne (regio Grand Est) en telt 188 inwoners (1999). De plaats maakt deel uit van het arrondissement Reims.

## Geografie
De oppervlakte van Baslieux-lès-Fismes bedraagt 5,6 km², de bevolkingsdichtheid is 33,6 inwoners per km².
De onderstaande kaart toont de ligging van Baslieux-lès-Fismes met de belangrijkste infrastructuur en aangrenzende gemeenten.

## Demografie
Onderstaande figuur toont het verloop van het inwonertal (bron: INSEE-tellingen).